# Sode
Sode é uma comuna francesa na região administrativa de Occitânia, no departamento de Alta Garona. Estende-se por uma área de 5,53 km². Em 2010 a comuna tinha 19 habitantes (densidade: 3,4 hab./km²).